# Tercera División de México 2012-13
La Temporada 2012-13 de la Tercera División de México fue el quincuagésimo tercer torneo de esta división.

## Formato de competencia
De los 216 equipos se dividen por zonas geográficas quedando 14 grupos de 9 a 18 equipos; cada grupo hace un calendario de juegos entre todos esos a doble visita recíproca, por cada juego se otorgan 3 puntos al vencedor, un punto por empate más un punto extra que se define en series de penales que se adjudica el ganador y 0 puntos por derrota; se califican 2 o 4 equipos según la cantidad de clubes por grupo; en total 64 equipos califican a la liguilla por el título pasando desde los treintaidosavos de final, hasta la final; donde el vencedor o campeón asciende a la Liga Premier de Ascenso de la Segunda División, en tanto el derrotado pasa a Liga de Nuevos Talentos.
En cuanto a equipos filiales, pueden disputar el título de filiales sin derecho de ascenso, estos califican 8 por torneo corto jugando solo cuartos de final, semifinal y final.
En cuanto al descenso no existe, cada equipo si no paga sus cuotas puede salir de la división aún en plena temporada, antes de cada torneo los equipos deben pagar su admisión a la división la cantidad de $34,800 pesos; y cubrir los requisitos de registro de 30 elementos por equipo (cada elemento paga alrededor de $2,000 pesos), se incluyen entrenadores (que pagan por separado su afiliación ante la FMF), también se pagan los balones de juego marca Voit exclusivamente que la F.M.F suministra, el arbitraje cada juego se paga, pero el gasto que corre por cuenta del equipo local y derecho de juego; en cuanto a multas cada club paga desde no presentarse a tiempo al partido, insultar al arbitraje, problemas que genere la afición, por cada amonestación y expulsión de los jugadores, grescas entre jugadores etc. Los equipos que clasifican a Liguilla por el título deben pagar cuotas extras. Si algún equipo decide cambiar de nombre y sede debe pagar cuotas que ello genere, más su admisión, es por esta razón que cada año hay nuevos equipos y otros que dejan de competir repentinamente. 
Si hay oportunidad, hay ascenso desde la Cuarta división, pero el equipo debe pagar sus cuotas.

### Ascensos y descensos
| Pos. | Descendido a la Tercera División de México |
| ---- | ------------------------------------------ |
| X    | No hubo                                    |

| Pos. | Ascendido al Liga de Nuevos Talentos |
| ---- | ------------------------------------ |
| 2°   | Calor de San Pedro                   |
| 3°   | Durango                              |

| Pos. | Ascendido a la Liga Premier |
| ---- | --------------------------- |
| 1°   | Real Cuautitlán             |

| Pos. | Ascendido a la Tercera División |
| ---- | ------------------------------- |
| X    | No hubo                         |

## Equipos participantes

### Grupo I
| Equipo                      | Ciudad                         | Estadio                               |
| --------------------------- | ------------------------------ | ------------------------------------- |
| Bonfil                      | Cancún, Quintana Roo           | La Parcela                            |
| Chetumal                    | Chetumal, Quintana Roo         | José López Portillo                   |
| Corsarios de Campeche       | Campeche, Campeche             | Universitario Campeche                |
| Delfines del Carmen "B" (*) | Ciudad del Carmen, Campeche    | Polideportivo Campus II UNACAR        |
| Dragones de Tabasco         | Villahermosa, Tabasco          | Olímpico de Villahermosa              |
| F.C. Itzaes                 | Mérida, Yucatán                | Unidad Deportiva Solidaridad          |
| Huracanes de Cozumel        | Cozumel, Quintana Roo          | Unidad Deportiva Bicentenario         |
| Inter Playa "B" (*)         | Playa del Carmen, Quintana Roo | Unidad Deportiva Luis Donaldo Colosio |
| Jaguares de la 48           | Reforma, Chiapas               | Sergio Lira Gallardo                  |
| Pioneros Junior             | Cancún, Quintana Roo           | Cancún 86                             |

### Grupo II
| Equipo                              | Ciudad                         | Estadio                                    |
| ----------------------------------- | ------------------------------ | ------------------------------------------ |
| Atlético Boca del Río               | Boca del Río, Veracruz         | Unidad Deportiva Hugo Sánchez Márquez      |
| Caballeros de Córdoba               | Córdoba, Veracruz              | Rafael Murillo Vidal                       |
| Cruz Azul Lagunas (*)               | Lagunas, Oaxaca                | Cruz Azul                                  |
| Delfines UGM                        | Orizaba, Veracruz              | UGM                                        |
| Estudiantes de Xalapa               | Xalapa, Veracruz               | Lic. Antonio M. Quirasco                   |
| Halcones Marinos                    | Boca del Río, Veracruz         | Universidad Cristóbal Colón                |
| Héroes de Veracruz                  | Xiutetelco, Puebla             | Municipal Xiutetelco                       |
| Lanceros de Cosoleacaque            | Cosoleacaque, Veracruz         | Unidad Deportiva Miguel Hidalgo            |
| Langostineros de Atoyac             | Atoyac, Veracruz               | Padelma 2000                               |
| Limoneros de Martínez de la Torre   | Martínez de la Torre, Veracruz | El Cañizo                                  |
| Naranjeros de Álamo                 | Juchitán, Oaxaca               | Municipal Juchiteco                        |
| Piñeros de Loma Bonita              | Loma Bonita, Oaxaca            | 20 de Noviembre                            |
| Poza Rica                           | Poza Rica, Veracruz            | Heriberto Jara Corona                      |
| C.F. San Andrés                     | San Andrés Tuxtla, Veracruz    | Unidad Deportiva Lino Fararoni             |
| Tiburones Rojos de Boca del Río (*) | Boca del Río, Veracruz         | Centro de Alto Rendimiento Tiburones Rojos |
| Universidad del Golfo de México     | Orizaba, Veracruz              | Universitario UGM                          |

### Grupo III
| Equipo                        | Ciudad                    | Estadio                                |
| ----------------------------- | ------------------------- | -------------------------------------- |
| Albinegros de Orizaba "B" (*) | Orizaba, Veracruz         | CIDOSA                                 |
| Atlético Cuernavaca           | Mazatepec, Morelos        | Municipal Mazatepec                    |
| Aztecas AMF Soccer            | Zacapoaxtla, Puebla       | Polideportivo Zacapoaxtla              |
| Chapulineros de Oaxaca        | Oaxaca, Oaxaca            | Unidad Deportiva Oriente               |
| C.D. Chilpancingo             | Chilpancingo, Guerrero    | Unidad Deportiva Vicente Guerrero      |
| Club Alpha                    | Puebla, Puebla            | Club Alpha 3                           |
| Cuautla UNILA (*)             | Cuautla, Morelos          | Isidro Gil Tapia                       |
| Deportivo Anlesjeroka         | Tehuacán, Puebla          | Anlesjeroka                            |
| Deportivo Neza                | Tierra Colorada, Guerrero | Unidad Deportiva La Pinta              |
| Galeana Morelos "B" (*)       | Cuernavaca, Morelos       | Unidad Deportiva Mazatepec             |
| Guerreros de Yecapixtla       | Yecapixtla, Morelos       | Fidel Díaz Vera                        |
| SEP Puebla                    | Puebla, Puebla            | Unidad Deportiva Mario Vázquez Raña    |
| Tehuacán                      | Tehuacán, Puebla          | Tehuacán                               |
| Tigres Dorados MRCI           | Oaxaca, Oaxaca            | Campo MRCI Tlacochahuaya               |
| Tulyehualco                   | Puebla, Puebla            | Ex Hacienda San José de las Maravillas |
| Zacatepec 1948 (*)            | Zacatepec, Morelos        | Agustín Coruco Díaz                    |
| Zapata                        | Zapata, Morelos           | Unidad Deportiva Tehuixtla             |

### Grupo IV
| Equipo                   | Ciudad                                  | Estadio                         |
| ------------------------ | --------------------------------------- | ------------------------------- |
| Águilas de Teotihuacan   | Acolman, Estado de México               | Municipal Acolman               |
| Álamos F.C.              | México, D.F.                            | M.M. Cd. Deportiva Campo No. 9  |
| Ángeles de la Ciudad     | México, D.F.                            | Jesús Palillo Martínez          |
| Atlético Herba           | México, D.F.                            | Universidad Tlahuac             |
| Azules de la Sección 26  | México, D.F.                            | Deportivo Plutarco Elías Calles |
| Coyotes Neza             | Ciudad Nezahualcóyotl, Estado de México | Metropolitano                   |
| Iztacalco                | Ixtapaluca, Estado de México            | Unidad Deportiva Chapa de Mota  |
| Marina                   | México, D.F.                            | Valentín González               |
| Lobos Unión Neza         | Ciudad Nezahualcóyotl, Estado de México | Deportivo Francisco I. Madero   |
| Novillos Neza            | Ciudad Nezahualcóyotl, Estado de México | Metropolitano                   |
| Pato Baeza               | Texcoco, Estado de México               | Centro de Fútbol Pato Baeza     |
| Promodep Central         | México, D.F.                            | Deportivo Plutarco Elías Calles |
| Real Olmeca Sport        | Tlalnepantla, Estado de México          | M.M. Cd. Deportiva Campo No. 7  |
| Sporting Canamy          | México, D.F.                            | Deportivo Francisco I. Madero   |
| Tecamachalco Sur         | Huixquilucan, Estado de México          | Alberto Pérez Navarro           |
| Texcoco                  | Texcoco, Estado de México               | Municipal Claudio Suárez        |
| Vaqueros Tepic del Valle | Tepotzotlán, Estado de México           | Municipal Miguel Alemán         |

### Grupo V
| Equipo                     | Ciudad                         | Estadio                        |
| -------------------------- | ------------------------------ | ------------------------------ |
| Atlético Chiapas           | México, D.F.                   | M.M. Cd. Deportiva Campo No. 7 |
| Atlético UEFA              | México, D.F.                   | Campos Fragoso                 |
| Atlético Naucalpan         | Naucalpan, Estado de México    | Unidad Cuauhtémoc              |
| Deportivo Metepec          | Metepec, Estado de México      | Jesús Lara                     |
| Estudiantes de Atlacomulco | Atlacomulco, Estado de México  | Municipal de Atlacomulco       |
| Futcenter                  | Atizapan, Estado de México     | Luis García Postigo            |
| Grupo Sherwood             | Metepec, Estado de México      | Ixtapan 90                     |
| Ixtlahuaca F.C.            | Ixtlahuaca, Estado de México   | Municipal de Ixtlahuaca        |
| C.D. Jilotepec             | Jilotepec, Estado de México    | Rubén Chávez Chávez            |
| Manchester Metepec         | Metepec, Estado de México      | Unidad Cultural SNTE           |
| Real Halcones              | Cuauhtémoc, México, D.F.       | Ana Gabriela Guevara           |
| Tecamachalco               | Huixquilucan, Estado de México | Alberto Pérez Navarro          |
| C.D. Tejupilco             | Tejupilco, Estado de México    | Unidad Deportiva               |
| Tolcayuca F.C.             | Naucalpan, Estado de México    | La Granja                      |
| Potros UAEM "B" (*)        | Toluca, Estado de México       | Alberto "Chivo" Córdoba        |
| Zitácuaro                  | Zitácuaro, Michoacán           | Ignacio López Rayón            |

### Grupo VI
| Equipo                     | Ciudad                          | Estadio                               |
| -------------------------- | ------------------------------- | ------------------------------------- |
| Atlético Hidalgo           | Pachuca, Hidalgo                | Nuevo La Higa                         |
| Club Hidalguense           | Pachuca, Hidalgo                | Club Hidalguense                      |
| Cruz Azul Dublán           | Ciudad Cooperativa, Hidalgo     | 10 de diciembre                       |
| Deportivo Ixmiquilpan      | Ixmiquilpan, Hidalgo            | Parque Acuático Thepaté               |
| Leones de Huauchinango     | Huauchinango, Puebla            | Unidad Deportiva México               |
| Lobos BUAP "C" (*)         | Puebla, Puebla                  | Preparatoria Licenciado Benito Juárez |
| Morelos Ecatepec           | Ecatepec, Estado de México      | Morelos                               |
| Pachuca Juniors (*)        | San Agustín Tlaxiaca, Hidalgo   | Universidad del Fútbol Cancha 2       |
| Real San Cosme             | Tlaxcala, Tlaxcala              | Víctor Ruíz                           |
| Reales de Puebla           | Puebla, Puebla                  | Deportivo Metepec                     |
| Santiago Tulantepec        | Santiago Tulantepec, Hidalgo    | Unidad Deportiva Conrado Muntané      |
| Sultanes de Tamazunchale   | Tamazunchale, San Luis Potosí   | Deportivo Solidaridad                 |
| Star Club                  | Santa Ana Chiautempan, Tlaxcala | Próspero Cahuantzi                    |
| Tuzos del Pachuca (*)      | San Agustín Tlaxiaca, Hidalgo   | Universidad del Fútbol Cancha 2       |
| Unión Acolman              | Acolman, Estado de México       | Municipal Acolman                     |
| Universidad del Fútbol (*) | San Agustín Tlaxiaca, Hidalgo   | Universidad del Fútbol                |

### Grupo VII
| Equipo                          | Ciudad                           | Estadio                         |
| ------------------------------- | -------------------------------- | ------------------------------- |
| Atlético San Juan de Aragón     | México, D.F.                     | Deportivo Municipal Papalotla   |
| Soccer Club Buendía             | México, D.F.                     | Cd. Deportiva Campo No. 7       |
| Cefor Cuauhtémoc Blanco         | México, D.F.                     | Nido Águila                     |
| Frailes Homape                  | México, D.F.                     | San Isidro                      |
| Independiente Mexiquense        | Nicolás Romero, Estado de México | Progreso Industrial             |
| Leones de Lomar                 | México, D.F.                     | San Isidro                      |
| Panteras de Lindavista          | México, D.F.                     | Deportivo Plutarco Elías Calles |
| Proyecto Nuevo Chimalhuacán (*) | Chimalhuacán, Estado de México   | Tepalcates                      |
| Club Plateros                   | México, D.F.                     | Jesús "Palillo" Martínez        |
| Potros de Hierro (*)            | México, D.F.                     | Universidad Anáhuac Norte       |
| Reyes de Texcoco                | Texcoco, Estado de México        | Municipal Claudio Suárez        |
| San José del Arenal             | Chalco, Estado de México         | Joaquín Iracheta                |
| Sport Clínic Ciudad de México   | México, D.F.                     | Deportivo Rosario Iglesias      |
| Teca Huixquilucan               | Huixquilucan, Estado de México   | Deportivo San Martín            |
| Valle del Mezquital             | México, D.F.                     | Deportivo Los Galeana           |
| Vikingos de Chalco              | Chalco, Estado de México         | Deportivo La Granja             |

### Grupo VIII
| Equipo                            | Ciudad                         | Estadio                                   |
| --------------------------------- | ------------------------------ | ----------------------------------------- |
| Atlético San Miguel               | Acámbaro, Guanajuato           | Fray Salvador Rangel                      |
| C. de Q. Querétaro                | Querétaro, Querétaro           | Unidad Deportiva La Cañada                |
| Delfines de Abasolo               | Abasolo, Guanajuato            | Municipal de Abasolo                      |
| Deportivo Corregidora             | Corregidora, Querétaro         | F.C. Total                                |
| Felinos de Querétaro              | Querétaro, Querétaro           | Unidad Deportiva La Cañada                |
| Gallos Blancos de Zihuatanejo     | Zihuatanejo, Guerrero          | Unidad Deportiva Municipal de Zihuatanejo |
| Jaral del Progreso                | Jaral del Progreso, Guanajuato | Unidad Deportiva Municipal de Jaral       |
| Limoneros de Apatzingán           | Apatzingán, Michoacán          | Unidad Deportiva Adolfo López Mateos      |
| Lobos de Zihuatanejo              | Zihuatanejo, Guerrero          | Unidad Deportiva Municipal de Zihuatanejo |
| Monarcas Morelia "B" (*)          | Morelia, Michoacán             | Venustiano Carranza                       |
| Monarcas Zacapu (*)               | Zacapu, Michoacán              | Municipal de Zacapu                       |
| Originales Aguacateros de Uruapan | Uruapan, Michoacán             | Unidad Deportiva Hermanos López Rayón     |
| Querétaro "C" (*)                 | Querétaro, Querétaro           | Unidad Deportiva La Cañada                |
| Deportivo Santa Rosa              | Querétaro, Querétaro           | Parque Bicentenario Querétaro             |
| Toros de Tequisquiapan            | Amealco, Querétaro             | Unidad Deportiva Emiliano Zapata          |
| Tota Carbajal                     | León, Guanajuato               | Club Deportivo Cabezas Rojas              |
| CDU Uruapan                       | Uruapan, Michoacán             | Unidad Deportiva Hermanos López Rayón     |

### Grupo IX
| Equipo                                    | Ciudad                               | Estadio                                     |
| ----------------------------------------- | ------------------------------------ | ------------------------------------------- |
| Atlético ECCA                             | León, Guanajuato                     | Unidad Deportiva Enrique Fernández Martínez |
| Atlético Huejutla                         | Huejutla, Zacatecas                  | Unidad Deportiva Minera Madero              |
| Atlético San Francisco                    | San Francisco del Rincón, Guanajuato | Domingo Velázquez                           |
| Cabezas Rojas (*)                         | León, Guanajuato                     | Club Deportivo Cabezas Rojas                |
| Celaya FC "B" (+)                         | Celaya, Guanajuato                   | Miguel Alemán Valdés                        |
| Deportivo Colegio Guanajuato              | León, Guanajuato                     | Colegio Guanajuato                          |
| Deportivo El Milagro                      | Degollado, Jalisco                   | Municipal Degollado                         |
| F.C. Zacatecas                            | Jerez, Zacatecas                     | Ramón López Velarde                         |
| Gallos Hidrocálidos                       | Cosío, Aguascalientes                | Unidad Deportiva Cosío                      |
| Libertadores de Pénjamo                   | Pénjamo, Guanajuato                  | Municipal Manuel Doblado                    |
| Lobos de San Luis                         | San Luis Potosí, San Luis Potosí     | Unidad Deportiva Adolfo López Mateos        |
| Mineros de Fresnillo (*)                  | Fresnillo, Zacatecas                 | Unidad Deportiva Minera Fresnillo           |
| Necaxa "C" (+)                            | Aguascalientes, Aguascalientes       | Casa Club Necaxa                            |
| Real Leonés                               | León, Guanajuato                     | Club Empress                                |
| Real Zamora                               | Zamora, Michoacán                    | Unidad Deportiva El Chamizal                |
| Reboceritos de La Piedad (*)              | La Piedad, Michoacán                 | Unidad Deportiva Lic. Humberto Romero       |
| Unión León                                | León, Guanajuato                     | Unión León Lalo Gutiérrez                   |
| Universidad Autónoma de Zacatecas "B" (*) | Zacatecas, Zacatecas                 | Universitario Unidad Deportiva Norte        |

### Grupo X
| Equipo                       | Ciudad                         | Estadio                              |
| ---------------------------- | ------------------------------ | ------------------------------------ |
| Alianza de Sayula            | Sayula, Jalisco                | Unidad Deportiva Gustavo Díaz Ordaz  |
| Arandas F.C.                 | Arandas, Jalisco               | Unidad Deportiva Gustavo Díaz Ordaz  |
| Atlético Cocula              | Cocula, Jalisco                | Unidad Deportiva Revolución Mexicana |
| Atlético Tecomán             | Tecomán, Colima                | Víctor Sevilla Torres                |
| Atotonilco F.C.              | Atotonilco El Alto, Jalisco    | Unidad Deportiva Margarito Ramírez   |
| Charales de Chapala          | Chapala, Jalisco               | Municipal de Chapala                 |
| Colegio Once México          | Zapopan, Jalisco               | Colegio Once México                  |
| Comala Pueblo Mágico         | Colima, Colima                 | Colima                               |
| Deportivo Acatic             | Acatic, Jalisco                | Unidad Deportiva Municipal Acatic    |
| Escuela de Fútbol Chivas (+) | Zapopan, Jalisco               | Chivas San Rafael                    |
| Mulos del CD Oro (*)         | Zapopan, Jalisco               | Campos Telmex                        |
| Nuevos Valores de Ocotlán    | Ocotlán, Jalisco               | Municipal de Ocotlán                 |
| C.D. Tepatitlán              | Tepatitlán de Morelos, Jalisco | Tepa Gómez                           |
| Valle del Grullo             | Tlaquepaque, Jalisco           | Deportivo Diablos Tesistan           |
| Vaqueros                     | Guadalajara, Jalisco           | Juan "Bigotón" Jasso                 |
| Vaqueros de Ixtlahuacán      | Ixtlahuacán, Jalisco           | Santa Rosa                           |
| Volcanes de Colima           | Colima, Colima                 | Unidad Deportiva Morelos             |

### Grupo XI
| Equipo                         | Ciudad                         | Estadio                                   |
| ------------------------------ | ------------------------------ | ----------------------------------------- |
| Atlas 3ra (+)                  | Zapopan, Jalisco               | CECAF                                     |
| Aves Blancas                   | Tepatitlán de Morelos, Jalisco | Corredor Industrial                       |
| Cachorros Atotonilco           | Atotonilco El Alto, Jalisco    | Club La Primavera UdeG                    |
| Cazcanes de Ameca              | Ameca, Jalisco                 | Núcleo Deportivo y de Espectáculos Ameca  |
| Cocula F.C.                    | Zapopan, Jalisco               | La Primavera U. de G.                     |
| Deportivo de Los Altos "B" (*) | Yahualica, Jalisco             | Las Ánimas                                |
| Deportivo Las Varas            | Compostela, Nayarit            | Alameda                                   |
| Deportivo Nayarit              | Tepic, Nayarit                 | Arena Cora                                |
| Deportivo Tomates              | Tomatlán, Jalisco              | Alejandro Ruelas Ibarra                   |
| Deportivo Yurécuaro            | Yurécuaro, Michoacán           | Centenario Unidad Deportiva Benjamín Mora |
| Estudiantes Tecos "C" (*)      | Zapopan, Jalisco               | Cancha Jorge Campos UAG                   |
| Guadalajara "C" (+)            | Zapopan, Jalisco               | Verde Valle                               |
| Leones Negros de Talpa (*)     | Talpa, Jalisco                 | Unidad Deportiva Halcón Peña              |
| Nacional                       | Guadalajara, Jalisco           | Occidente                                 |
| Revolucionarios F.C.           | Guadalajara, Jalisco           | Colegio Once México                       |
| Queseros de San José           | San José de Gracia, Michoacán  | Juanito Chávez                            |
| Sahuayo F.C. (*)               | Sahuayo, Michoacán             | Unidad Deportiva Municipal de Sahuayo     |
| F.C. Zapotlanejo               | Zapotlanejo, Jalisco           | Miguel Hidalgo                            |

### Grupo XII
| Equipo                               | Ciudad                               | Estadio                                   |
| ------------------------------------ | ------------------------------------ | ----------------------------------------- |
| Alianza Unetefan                     | Guadalupe, Nuevo León                | Unidad Deportiva La Talaverna             |
| Atlético Altamira                    | Altamira, Tamaulipas                 | Lázaro Cárdenas                           |
| Bravos de Nuevo Laredo "B"           | Nuevo Laredo, Tamaulipas             | Unidad Deportiva Benito Juárez            |
| Canteranos de Altamira               | Altamira, Tamaulipas                 | Cancha No. 2 del Club Altamira            |
| Ciudad Valles                        | Ciudad Valles, San Luis Potosí       | Unidad Deportiva Veteranos                |
| Correcaminos UAT "C" (+)             | Ciudad Victoria, Tamaulipas          | Eugenio Alvizo Porras                     |
| Coyotes de Saltillo                  | Saltillo, Coahuila                   | Olímpico Francisco I. Madero              |
| Estudiantes Tecnológico Nuevo Laredo | Nuevo Laredo, Tamaulipas             | Ciudad Deportiva Nuevo Laredo             |
| FC Excélsior "B" (*)                 | Escobedo, Nuevo León                 | Centro Deportivo Soriana                  |
| Ho Gar Matamoros                     | Matamoros, Tamaulipas                | Pedro Zalazar Maldonado                   |
| Jaguares de Nuevo León               | San Nicolás de los Garza, Nuevo León | Unidad Deportiva Oriente                  |
| Monterrey "B" (+)                    | Monterrey, Nuevo León                | El Cerrito                                |
| Orinegros de Ciudad Madero           | Ciudad Madero, Tamaulipas            | Olímpico del Tecnológico de Ciudad Madero |
| Panteras Negras GNL                  | Guadalupe, Nuevo León                | Unidad Deportiva La Talaverna             |
| Tigres SD (+)                        | Zuazua, Nuevo León                   | La Cueva                                  |
| Tuneros de Matehuala                 | Matehuala, San Luis Potosí           | Manuel Moreno Torres                      |
| Universidad de Monterrey             | San Pedro Garza García, Nuevo León   | Universidad de Monterrey                  |

### Grupo XIII
| Equipo                          | Ciudad                              | Estadio                           |
| ------------------------------- | ----------------------------------- | --------------------------------- |
| Azucareros de Los Mochis        | Los Mochis, Sinaloa                 | Centenario                        |
| Deportivo Guamúchil (*)         | Guamúchil, Sinaloa                  | Coloso del Dique                  |
| Diablos Azules                  | Guasave, Sinaloa                    | Guasave 89                        |
| Dorados de Sinaloa "B" (*)      | Culiacán, Sinaloa                   | Unidad Deportiva Japac            |
| Guerreros Pericúes              | Cabo San Lucas, Baja California Sur | Complejo Deportivo Don Koll       |
| Héroes de Caborca               | Caborca, Sonora                     | Fidencio Hernández                |
| Indios Cucapá                   | San Luis Río Colorado, Sonora       | México 70                         |
| Deportivo La Cruz               | La Cruz, Sinaloa                    | Juan Lauro Martínez Barreda       |
| Mazatlán Soccer Club            | Mazatlán, Sinaloa                   | Unidad Deportiva SAHOP            |
| Poblado Miguel Alemán           | Hermosillo, Sonora                  | Alejandro López Caballero         |
| Universidad Autónoma de Sinaloa | Culiacán, Sinaloa                   | Universitario                     |
| Xoloitzcuintles "B" (*)         | Tijuana, Baja California            | Unidad Deportiva Eufracio Santana |

### Grupo XIV
| Equipo                    | Ciudad                   | Estadio                                  |
| ------------------------- | ------------------------ | ---------------------------------------- |
| Aztecas                   | Gómez Palacio, Durango   | Unidad Deportiva Francisco Gómez Palacio |
| Chinarras de Aldama       | Chihuahua, Chihuahua     | Olímpico Cd. Deportiva                   |
| Fútbol Premier            | Chihuahua, Chihuahua     | Olímpico Cd. Deportiva                   |
| Generales de Navojoa      | Navojoa, Sonora          | Unidad Deportiva Faustino Félix Serna    |
| Halcones de Jiménez       | Jiménez, Chihuahua       | Alameda                                  |
| La Tribu de Ciudad Juárez | Ciudad Juárez, Chihuahua | 20 de Noviembre                          |
| Real Magari               | Ciudad Juárez, Chihuahua | 20 de Noviembre                          |
| San Isidro Laguna         | Torreón, Coahuila        | San Isidro                               |
| Soles de Ciudad Juárez    | Ciudad Juárez, Chihuahua | 20 de Noviembre                          |
| Toros Laguna              | Torreón, Coahuila        | Unidad Deportiva Torreón                 |

## Tablas generales

### Grupo I
| Pos. | Equipo                  | Pts. | PJ | G  | E | P  | GF | GC | Dif. | Clasificación       |
| ---- | ----------------------- | ---- | -- | -- | - | -- | -- | -- | ---- | ------------------- |
| 1    | Corsarios de Campeche   | 38   | 16 | 11 | 4 | 1  | 38 | 12 | +26  | Liguilla de ascenso |
| 2    | Chetumal                | 37   | 16 | 10 | 4 | 2  | 29 | 7  | +22  | Liguilla de ascenso |
| 3    | Jaguares de la 48       | 31   | 16 | 7  | 7 | 2  | 21 | 9  | +12  | Liguilla de ascenso |
| 4    | Inter Playa "B"         | 25   | 16 | 5  | 5 | 6  | 19 | 17 | +2   | Liguilla de ascenso |
| 5    | Pioneros Junior         | 22   | 16 | 4  | 8 | 4  | 19 | 22 | −3   |                     |
| 6    | Bonfil                  | 21   | 16 | 5  | 5 | 6  | 17 | 24 | −7   |                     |
| 7    | Delfines del Carmen "B" | 18   | 16 | 3  | 6 | 7  | 16 | 26 | −10  |                     |
| 8    | Dragones de Tabasco     | 13   | 16 | 1  | 6 | 9  | 9  | 28 | −19  |                     |
| 9    | F.C. Itzaes             | 10   | 16 | 2  | 3 | 11 | 11 | 34 | −23  |                     |

 Fuente: Tercera División

### Grupo II
| Pos. | Equipo                            | Pts. | PJ | G  | E | P  | GF | GC | Dif. | Clasificación        |
| ---- | --------------------------------- | ---- | -- | -- | - | -- | -- | -- | ---- | -------------------- |
| 1    | Tiburones Rojos de Boca del Río   | 71   | 30 | 21 | 4 | 5  | 80 | 20 | +60  | Liguilla de filiales |
| 2    | Langostineros de Atoyac           | 69   | 30 | 22 | 3 | 5  | 53 | 23 | +30  | Liguilla de ascenso  |
| 3    | Poza Rica                         | 64   | 30 | 19 | 4 | 7  | 60 | 26 | +34  | Liguilla de ascenso  |
| 4    | Cruz Azul Lagunas                 | 61   | 30 | 18 | 5 | 7  | 71 | 35 | +36  | Liguilla de ascenso  |
| 5    | C.F. San Andrés                   | 60   | 30 | 17 | 7 | 6  | 75 | 37 | +38  | Liguilla de ascenso  |
| 6    | Piñeros de Loma Bonita            | 50   | 30 | 13 | 7 | 10 | 54 | 50 | +4   |                      |
| 7    | Lanceros de Cosoleacaque          | 50   | 30 | 13 | 6 | 11 | 50 | 51 | −1   |                      |
| 8    | Universidad del Golfo de México   | 46   | 30 | 13 | 5 | 12 | 51 | 40 | +11  |                      |
| 9    | Atlético Boca del Río             | 45   | 30 | 11 | 9 | 10 | 38 | 44 | −6   |                      |
| 10   | Estudiantes de Xalapa             | 40   | 30 | 10 | 6 | 14 | 36 | 46 | −10  |                      |
| 11   | Naranjeros de Álamo               | 36   | 30 | 10 | 5 | 15 | 45 | 57 | −12  |                      |
| 12   | Limoneros de Martínez de la Torre | 34   | 30 | 11 | 1 | 18 | 42 | 65 | −23  |                      |
| 13   | Halcones Marinos                  | 28   | 30 | 7  | 5 | 18 | 42 | 65 | −23  |                      |
| 14   | Delfines UGM                      | 25   | 30 | 5  | 6 | 19 | 43 | 79 | −36  |                      |
| 15   | Caballeros de Córdoba             | 21   | 30 | 5  | 3 | 22 | 24 | 73 | −49  |                      |
| 16   | Héroes de Veracruz                | 20   | 30 | 6  | 2 | 22 | 24 | 77 | −53  |                      |

 Fuente: Tercera División

### Grupo III
| Pos. | Equipo                    | Pts. | PJ | G  | E  | P  | GF  | GC  | Dif. | Clasificación       |
| ---- | ------------------------- | ---- | -- | -- | -- | -- | --- | --- | ---- | ------------------- |
| 1    | Galeana Morelos "B"       | 77   | 32 | 23 | 6  | 3  | 100 | 24  | +76  | Liguilla de ascenso |
| 2    | C.D. Chilpancingo         | 71   | 32 | 17 | 10 | 5  | 95  | 36  | +59  | Liguilla de ascenso |
| 3    | Club Alpha                | 68   | 32 | 20 | 6  | 6  | 102 | 24  | +78  | Liguilla de ascenso |
| 4    | Zacatepec 1948            | 66   | 32 | 18 | 8  | 6  | 87  | 25  | +62  | Liguilla de ascenso |
| 5    | Guerreros de Yecapixtla   | 61   | 32 | 18 | 6  | 8  | 76  | 37  | +39  | Liguilla de ascenso |
| 6    | Cuautla UNILA             | 61   | 32 | 18 | 6  | 8  | 74  | 43  | +31  |                     |
| 7    | Tigres Dorados MRCI       | 58   | 32 | 16 | 7  | 9  | 57  | 36  | +21  |                     |
| 8    | Chapulineros de Oaxaca    | 54   | 32 | 14 | 7  | 11 | 51  | 36  | +15  |                     |
| 9    | Deportivo Anlesjeroka     | 52   | 32 | 13 | 9  | 10 | 54  | 51  | +3   |                     |
| 10   | Albinegros de Orizaba "B" | 47   | 32 | 12 | 7  | 13 | 50  | 52  | −2   |                     |
| 11   | Tulyehualco               | 46   | 32 | 12 | 7  | 13 | 62  | 62  | 0    |                     |
| 12   | SEP Puebla                | 45   | 32 | 11 | 8  | 13 | 64  | 53  | +11  |                     |
| 13   | Atlético Cuernavaca       | 31   | 32 | 9  | 3  | 20 | 47  | 97  | −50  |                     |
| 14   | Tehuacán                  | 30   | 32 | 7  | 5  | 20 | 40  | 93  | −53  |                     |
| 15   | Aztecas AMF Soccer        | 22   | 32 | 4  | 7  | 21 | 29  | 108 | −79  |                     |
| 16   | Zapata                    | 19   | 32 | 4  | 5  | 23 | 29  | 101 | −72  |                     |
| 17   | Deportivo Neza            | 7    | 32 | 2  | 1  | 29 | 24  | 163 | −139 |                     |

 Fuente: Tercera División

### Grupo IV
| Pos. | Equipo                   | Pts. | PJ | G  | E  | P  | GF  | GC  | Dif. | Clasificación       |
| ---- | ------------------------ | ---- | -- | -- | -- | -- | --- | --- | ---- | ------------------- |
| 1    | Tecamachalco Sur         | 74   | 32 | 21 | 7  | 4  | 105 | 38  | +67  | Liguilla de ascenso |
| 2    | Marina                   | 72   | 32 | 21 | 5  | 6  | 77  | 34  | +43  | Liguilla de ascenso |
| 3    | Ángeles de la Ciudad     | 68   | 32 | 20 | 6  | 6  | 73  | 25  | +48  | Liguilla de ascenso |
| 4    | Coyotes Neza             | 65   | 32 | 17 | 9  | 6  | 79  | 35  | +44  | Liguilla de ascenso |
| 5    | Sporting Canamy          | 64   | 32 | 16 | 10 | 6  | 81  | 31  | +50  | Liguilla de ascenso |
| 6    | Azules de la Sección 26  | 64   | 32 | 18 | 6  | 8  | 89  | 41  | +48  |                     |
| 7    | Pato Baeza               | 62   | 32 | 17 | 7  | 8  | 67  | 29  | +38  |                     |
| 8    | Álamos F.C.              | 61   | 32 | 19 | 3  | 10 | 79  | 50  | +29  |                     |
| 9    | Real Olmeca Sport        | 49   | 32 | 15 | 3  | 14 | 56  | 44  | +12  |                     |
| 10   | Lobos Unión Neza         | 46   | 32 | 13 | 5  | 14 | 72  | 66  | +6   |                     |
| 11   | Promodep Central         | 41   | 32 | 10 | 8  | 14 | 47  | 61  | −14  |                     |
| 12   | Texcoco                  | 40   | 32 | 10 | 7  | 15 | 57  | 55  | +2   |                     |
| 13   | Iztacalco                | 36   | 32 | 9  | 6  | 17 | 47  | 77  | −30  |                     |
| 14   | Águilas de Teotihuacán   | 27   | 32 | 8  | 2  | 22 | 39  | 94  | −55  |                     |
| 15   | Novillos Neza            | 20   | 32 | 6  | 2  | 24 | 33  | 109 | −76  |                     |
| 16   | Atlético Herba           | 18   | 32 | 4  | 4  | 24 | 47  | 132 | −85  |                     |
| 17   | Vaqueros Tepic del Valle | 9    | 32 | 2  | 2  | 28 | 20  | 147 | −127 |                     |

 Fuente: Tercera División

### Grupo V
| Pos. | Equipo                     | Pts. | PJ | G  | E  | P  | GF  | GC  | Dif. | Clasificación       |
| ---- | -------------------------- | ---- | -- | -- | -- | -- | --- | --- | ---- | ------------------- |
| 1    | Zitácuaro                  | 80   | 30 | 25 | 4  | 1  | 84  | 25  | +59  | Liguilla de ascenso |
| 2    | Potros UAEM "B"            | 79   | 30 | 24 | 4  | 2  | 122 | 18  | +104 | Liguilla de ascenso |
| 3    | Tecamachalco               | 75   | 30 | 24 | 3  | 3  | 127 | 16  | +111 | Liguilla de ascenso |
| 4    | Estudiantes de Atlacomulco | 69   | 30 | 20 | 5  | 5  | 110 | 26  | +84  | Liguilla de ascenso |
| 5    | C.D. Tejupilco             | 66   | 30 | 20 | 4  | 6  | 76  | 24  | +52  | Liguilla de ascenso |
| 6    | Manchester Metepec         | 56   | 30 | 16 | 5  | 9  | 57  | 32  | +25  |                     |
| 7    | Real Halcones              | 44   | 30 | 12 | 6  | 12 | 56  | 49  | +7   |                     |
| 8    | Futcenter                  | 43   | 30 | 11 | 6  | 13 | 56  | 54  | +2   |                     |
| 9    | Atlético Naucalpan         | 39   | 30 | 11 | 4  | 15 | 54  | 49  | +5   |                     |
| 10   | Deportivo Metepec          | 39   | 30 | 7  | 10 | 13 | 43  | 45  | −2   |                     |
| 11   | Ixtlahuaca F.C.            | 39   | 30 | 10 | 6  | 14 | 56  | 66  | −10  |                     |
| 12   | C.D. Jilotepec             | 31   | 30 | 6  | 9  | 15 | 34  | 68  | −34  |                     |
| 13   | Atlético UEFA              | 22   | 30 | 6  | 3  | 21 | 35  | 80  | −45  |                     |
| 14   | Grupo Sherwood             | 20   | 30 | 4  | 6  | 20 | 31  | 67  | −36  |                     |
| 15   | Atlético Chiapas           | 13   | 30 | 3  | 4  | 23 | 25  | 104 | −79  |                     |
| 16   | Tolcayuca F.C.             | 5    | 30 | 1  | 1  | 28 | 11  | 255 | −244 |                     |

 Fuente: Tercera División

### Grupo VI
| Pos. | Equipo                   | Pts. | PJ | G  | E | P  | GF  | GC  | Dif. | Clasificación        |
| ---- | ------------------------ | ---- | -- | -- | - | -- | --- | --- | ---- | -------------------- |
| 1    | Cruz Azul Dublán         | 77   | 30 | 22 | 6 | 2  | 101 | 20  | +81  | Liguilla de filiales |
| 2    | Tuzos del Pachuca        | 75   | 30 | 25 | 0 | 5  | 124 | 29  | +95  | Liguilla de ascenso  |
| 3    | Star Club                | 70   | 30 | 22 | 2 | 6  | 84  | 30  | +54  | Liguilla de ascenso  |
| 4    | Santiago Tulantepec      | 59   | 30 | 18 | 4 | 8  | 62  | 40  | +22  | Liguilla de ascenso  |
| 5    | Lobos BUAP "C"           | 58   | 30 | 18 | 2 | 10 | 56  | 36  | +20  | Liguilla de ascenso  |
| 6    | Sultanes de Tamazunchale | 57   | 30 | 19 | 0 | 11 | 68  | 35  | +33  |                      |
| 7    | Universidad del Fútbol   | 53   | 30 | 16 | 4 | 10 | 63  | 61  | +2   |                      |
| 8    | Morelos Ecatepec         | 48   | 30 | 13 | 7 | 10 | 46  | 36  | +10  |                      |
| 9    | Club Hidalguense         | 48   | 30 | 13 | 8 | 9  | 51  | 46  | +5   |                      |
| 10   | Deportivo Ixmiquilpan    | 36   | 30 | 8  | 7 | 15 | 43  | 48  | −5   |                      |
| 11   | Leones de Huauchinango   | 33   | 30 | 7  | 8 | 15 | 46  | 62  | −16  |                      |
| 12   | Reales de Puebla         | 31   | 30 | 8  | 4 | 18 | 45  | 92  | −47  |                      |
| 13   | Pachuca Juniors          | 23   | 30 | 5  | 6 | 19 | 22  | 58  | −36  |                      |
| 14   | Atlético Hidalgo         | 23   | 30 | 5  | 4 | 21 | 29  | 74  | −45  |                      |
| 15   | Real San Cosme           | 22   | 30 | 6  | 3 | 21 | 35  | 85  | −50  |                      |
| 16   | Unión Acolman            | 7    | 30 | 2  | 1 | 27 | 26  | 149 | −123 |                      |

 Fuente: Tercera División

### Grupo VII
| Pos. | Equipo                        | Pts. | PJ | G  | E | P  | GF | GC  | Dif. | Clasificación       |
| ---- | ----------------------------- | ---- | -- | -- | - | -- | -- | --- | ---- | ------------------- |
| 1    | Cefor Cuauhtémoc Blanco       | 74   | 30 | 23 | 4 | 3  | 96 | 20  | +76  | Liguilla de ascenso |
| 2    | Soccer Club Buendía           | 74   | 30 | 24 | 2 | 4  | 98 | 36  | +62  | Liguilla de ascenso |
| 3    | Proyecto Nuevo Chimalhuacán   | 73   | 30 | 22 | 4 | 4  | 83 | 36  | +47  | Liguilla de ascenso |
| 4    | Sport Clínic Ciudad de México | 65   | 30 | 19 | 5 | 6  | 82 | 38  | +44  | Liguilla de ascenso |
| 5    | Potros de Hierro              | 54   | 30 | 15 | 6 | 9  | 57 | 40  | +17  |                     |
| 6    | Panteras de Lindavista        | 53   | 30 | 15 | 7 | 8  | 54 | 34  | +20  |                     |
| 7    | Independiente Mexiquense      | 53   | 30 | 16 | 4 | 10 | 52 | 43  | +9   |                     |
| 8    | San José del Arenal           | 52   | 30 | 13 | 7 | 10 | 58 | 50  | +8   |                     |
| 9    | Valle del Mezquital           | 45   | 30 | 10 | 9 | 11 | 38 | 47  | −9   |                     |
| 10   | Atlético San Juan de Aragón   | 38   | 30 | 8  | 8 | 14 | 35 | 48  | −13  |                     |
| 11   | Frailes Homape                | 37   | 30 | 9  | 6 | 15 | 40 | 66  | −26  |                     |
| 12   | Reyes de Texcoco              | 35   | 30 | 10 | 4 | 16 | 38 | 51  | −13  |                     |
| 13   | Leones de Lomar               | 32   | 30 | 7  | 7 | 16 | 44 | 76  | −32  |                     |
| 14   | Teca Huixquilucan             | 13   | 30 | 3  | 4 | 23 | 26 | 110 | −84  |                     |
| 15   | Vikingos de Chalco            | 11   | 30 | 3  | 2 | 25 | 27 | 81  | −54  |                     |
| 16   | Club Plateros                 | 10   | 30 | 2  | 3 | 25 | 20 | 72  | −52  |                     |

 Fuente: Tercera División

### Grupo VIII
| Pos. | Equipo                            | Pts. | PJ | G  | E | P  | GF  | GC  | Dif. | Clasificación       |
| ---- | --------------------------------- | ---- | -- | -- | - | -- | --- | --- | ---- | ------------------- |
| 1    | Monarcas Morelia "B"              | 88   | 32 | 29 | 1 | 2  | 144 | 13  | +131 | Liguilla de ascenso |
| 2    | Limoneros de Apatzingán           | 83   | 32 | 26 | 3 | 3  | 102 | 16  | +86  | Liguilla de ascenso |
| 3    | CDU Uruapan                       | 73   | 32 | 20 | 7 | 5  | 81  | 30  | +51  | Liguilla de ascenso |
| 4    | Delfines de Abasolo               | 67   | 32 | 21 | 3 | 8  | 74  | 33  | +41  | Liguilla de ascenso |
| 5    | Gallos Blancos de Zihuatanejo     | 67   | 32 | 19 | 6 | 7  | 70  | 33  | +37  | Liguilla de ascenso |
| 6    | Originales Aguacateros de Uruapan | 66   | 32 | 20 | 4 | 8  | 91  | 36  | +55  |                     |
| 7    | Tota Carbajal                     | 65   | 32 | 19 | 6 | 7  | 75  | 43  | +32  |                     |
| 8    | C. de Q. Querétaro                | 55   | 32 | 15 | 7 | 10 | 52  | 33  | +19  |                     |
| 9    | Monarcas Zacapu                   | 53   | 32 | 14 | 6 | 12 | 58  | 43  | +15  |                     |
| 10   | Querétaro "C"                     | 35   | 32 | 8  | 8 | 16 | 37  | 53  | −16  |                     |
| 11   | Jaral del Progreso                | 33   | 32 | 9  | 5 | 18 | 52  | 69  | −17  |                     |
| 12   | Deportivo Corregidora             | 31   | 32 | 8  | 6 | 18 | 26  | 55  | −29  |                     |
| 13   | Atlético San Miguel               | 27   | 32 | 7  | 4 | 21 | 31  | 91  | −60  |                     |
| 14   | Felinos de Querétaro              | 23   | 32 | 5  | 5 | 22 | 30  | 102 | −72  |                     |
| 15   | Deportivo Santa Rosa              | 20   | 32 | 6  | 1 | 25 | 19  | 94  | −75  |                     |
| 16   | Lobos de Zihuatanejo              | 16   | 32 | 4  | 3 | 25 | 26  | 139 | −113 |                     |
| 17   | Toros de Tequisquiapan            | 14   | 32 | 3  | 3 | 26 | 23  | 108 | −85  |                     |

 Fuente: Tercera División

### Grupo IX
| Pos. | Equipo                                | Pts. | PJ | G  | E  | P  | GF  | GC  | Dif. | Clasificación       |
| ---- | ------------------------------------- | ---- | -- | -- | -- | -- | --- | --- | ---- | ------------------- |
| 1    | Real Zamora                           | 84   | 34 | 27 | 2  | 5  | 117 | 30  | +87  | Liguilla de ascenso |
| 2    | Celaya FC "B"                         | 79   | 34 | 22 | 9  | 3  | 94  | 26  | +68  | Liguilla de ascenso |
| 3    | Atlético ECCA                         | 78   | 34 | 24 | 4  | 6  | 113 | 36  | +77  | Liguilla de ascenso |
| 4    | Atlético San Francisco                | 78   | 34 | 22 | 8  | 4  | 91  | 44  | +47  | Liguilla de ascenso |
| 5    | Deportivo Colegio Guanajuato          | 77   | 34 | 22 | 7  | 5  | 86  | 33  | +53  | Liguilla de ascenso |
| 6    | Necaxa "C"                            | 66   | 34 | 18 | 7  | 9  | 86  | 46  | +40  |                     |
| 7    | Universidad Autónoma de Zacatecas "B" | 62   | 34 | 18 | 5  | 11 | 79  | 46  | +33  |                     |
| 8    | Mineros de Fresnillo                  | 62   | 34 | 19 | 4  | 11 | 70  | 51  | +19  |                     |
| 9    | F.C. Zacatecas                        | 59   | 34 | 16 | 8  | 10 | 70  | 59  | +11  |                     |
| 10   | Reboceritos de La Piedad              | 52   | 34 | 15 | 4  | 15 | 74  | 63  | +11  |                     |
| 11   | Cabezas Rojas                         | 45   | 34 | 12 | 8  | 14 | 52  | 62  | −10  |                     |
| 12   | Unión León                            | 43   | 34 | 12 | 5  | 17 | 58  | 66  | −8   |                     |
| 13   | Lobos de San Luis                     | 30   | 34 | 4  | 12 | 18 | 37  | 78  | −41  |                     |
| 14   | Real Leonés                           | 30   | 34 | 8  | 3  | 23 | 34  | 85  | −51  |                     |
| 15   | Deportivo El Milagro                  | 28   | 34 | 7  | 4  | 23 | 39  | 102 | −63  |                     |
| 16   | Libertadores de Pénjamo               | 17   | 34 | 4  | 5  | 25 | 21  | 107 | −86  |                     |
| 17   | Atlético Huejutla                     | 15   | 34 | 3  | 4  | 27 | 31  | 120 | −89  |                     |
| 18   | Gallos Hidrocálidos                   | 12   | 34 | 2  | 3  | 29 | 28  | 126 | −98  |                     |

 Fuente: Tercera División

### Grupo X
| Pos. | Equipo                    | Pts. | PJ | G  | E  | P  | GF | GC  | Dif. | Clasificación        |
| ---- | ------------------------- | ---- | -- | -- | -- | -- | -- | --- | ---- | -------------------- |
| 1    | C.D. Tepatitlán           | 85   | 32 | 27 | 2  | 3  | 94 | 20  | +74  | Liguilla de ascenso  |
| 2    | Vaqueros de Ixtlahuacán   | 77   | 32 | 22 | 7  | 3  | 85 | 26  | +59  | Liguilla de ascenso  |
| 3    | Escuela de Fútbol Chivas  | 66   | 32 | 17 | 9  | 6  | 64 | 32  | +32  | Liguilla de filiales |
| 4    | Vaqueros                  | 64   | 32 | 20 | 4  | 8  | 89 | 27  | +62  | Liguilla de ascenso  |
| 5    | Charales de Chapala       | 62   | 32 | 15 | 10 | 7  | 53 | 30  | +23  | Liguilla de ascenso  |
| 6    | Atlético Tecomán          | 61   | 32 | 19 | 3  | 10 | 81 | 47  | +34  | Liguilla de ascenso  |
| 7    | Atotonilco F.C.           | 58   | 32 | 14 | 11 | 7  | 58 | 33  | +25  |                      |
| 8    | Nuevos Valores de Ocotlán | 56   | 32 | 16 | 5  | 11 | 80 | 40  | +40  |                      |
| 9    | Comala Pueblo Mágico      | 53   | 32 | 13 | 10 | 9  | 66 | 46  | +20  |                      |
| 10   | Alianza de Sayula         | 41   | 32 | 10 | 7  | 15 | 47 | 55  | −8   |                      |
| 11   | Deportivo Acatic          | 40   | 32 | 9  | 9  | 14 | 49 | 58  | −9   |                      |
| 12   | Colegio Once México       | 39   | 32 | 9  | 7  | 16 | 50 | 72  | −22  |                      |
| 13   | Atlético Cocula           | 38   | 32 | 10 | 6  | 16 | 37 | 51  | −14  |                      |
| 14   | Arandas F.C.              | 31   | 32 | 7  | 8  | 17 | 47 | 67  | −20  |                      |
| 15   | Valle del Grullo          | 25   | 32 | 5  | 7  | 20 | 35 | 72  | −37  |                      |
| 16   | Volcanes de Colima        | 12   | 32 | 2  | 4  | 26 | 14 | 140 | −126 |                      |
| 17   | Mulos del CD Oro          | 8    | 32 | 1  | 3  | 28 | 28 | 141 | −113 |                      |

 Fuente: Tercera División

### Grupo XI
| Pos. | Equipo                     | Pts. | PJ | G  | E  | P  | GF  | GC  | Dif. | Clasificación        |
| ---- | -------------------------- | ---- | -- | -- | -- | -- | --- | --- | ---- | -------------------- |
| 1    | Cazcanes de Ameca          | 76   | 34 | 21 | 8  | 5  | 74  | 34  | +40  | Liguilla de ascenso  |
| 2    | Estudiantes Tecos "C"      | 73   | 34 | 21 | 7  | 6  | 84  | 33  | +51  | Liguilla de filiales |
| 3    | Deportivo Yurécuaro        | 72   | 34 | 20 | 9  | 5  | 95  | 38  | +57  | Liguilla de ascenso  |
| 4    | Guadalajara "C"            | 68   | 34 | 20 | 6  | 8  | 85  | 36  | +49  | Liguilla de filiales |
| 5    | Cachorros Atotonilco       | 67   | 34 | 18 | 7  | 9  | 64  | 34  | +30  | Liguilla de ascenso  |
| 6    | Deportivo Las Varas        | 66   | 34 | 17 | 10 | 7  | 61  | 33  | +28  | Liguilla de ascenso  |
| 7    | Deportivo Nayarit          | 65   | 34 | 19 | 7  | 8  | 79  | 38  | +41  | Liguilla de ascenso  |
| 8    | Deportivo de Los Altos "B" | 65   | 34 | 19 | 5  | 10 | 107 | 72  | +35  |                      |
| 9    | Aves Blancas               | 65   | 34 | 17 | 9  | 8  | 78  | 44  | +34  |                      |
| 10   | Atlas 3ra                  | 55   | 34 | 16 | 6  | 12 | 60  | 44  | +16  |                      |
| 11   | Cocula F.C.                | 47   | 34 | 10 | 9  | 15 | 59  | 68  | −9   |                      |
| 12   | Revolucionarios F.C.       | 38   | 34 | 11 | 3  | 20 | 51  | 69  | −18  |                      |
| 13   | Sahuayo F.C.               | 37   | 34 | 10 | 5  | 19 | 52  | 66  | −14  |                      |
| 14   | F.C. Zapotlanejo           | 34   | 34 | 9  | 4  | 21 | 44  | 86  | −42  |                      |
| 15   | Deportivo Tomates          | 32   | 34 | 7  | 8  | 19 | 36  | 89  | −53  |                      |
| 16   | Leones Negros de Talpa     | 22   | 34 | 5  | 5  | 24 | 26  | 77  | −51  |                      |
| 17   | Queseros de San José       | 19   | 34 | 5  | 3  | 26 | 34  | 118 | −84  |                      |
| 18   | Nacional                   | 17   | 34 | 4  | 3  | 27 | 31  | 141 | −110 |                      |

 Fuente: Tercera División

### Grupo XII
| Pos. | Equipo                               | Pts. | PJ | G  | E  | P  | GF | GC | Dif. | Clasificación        |
| ---- | ------------------------------------ | ---- | -- | -- | -- | -- | -- | -- | ---- | -------------------- |
| 1    | Orinegros de Ciudad Madero           | 85   | 32 | 25 | 6  | 1  | 73 | 20 | +53  | Liguilla de ascenso  |
| 2    | Tigres SD                            | 68   | 32 | 21 | 3  | 8  | 78 | 35 | +43  | Liguilla de filiales |
| 3    | Monterrey "B"                        | 67   | 32 | 20 | 6  | 6  | 97 | 39 | +58  | Liguilla de filiales |
| 4    | Correcaminos UAT "C"                 | 66   | 32 | 17 | 8  | 7  | 62 | 36 | +26  | Liguilla de ascenso  |
| 5    | Panteras Negras GNL                  | 56   | 32 | 15 | 8  | 9  | 58 | 47 | +11  | Liguilla de ascenso  |
| 6    | Ho Gar Matamoros                     | 52   | 32 | 14 | 7  | 11 | 62 | 47 | +15  | Liguilla de ascenso  |
| 7    | Universidad de Monterrey             | 49   | 32 | 13 | 5  | 14 | 46 | 43 | +3   | Liguilla de ascenso  |
| 8    | Canteranos de Altamira               | 47   | 32 | 12 | 8  | 12 | 45 | 54 | −9   |                      |
| 9    | Bravos de Nuevo Laredo "B"           | 42   | 32 | 12 | 5  | 15 | 62 | 75 | −13  |                      |
| 10   | Ciudad Valles                        | 42   | 32 | 10 | 8  | 14 | 41 | 71 | −30  |                      |
| 11   | Coyotes de Saltillo                  | 39   | 32 | 10 | 6  | 16 | 36 | 47 | −11  |                      |
| 12   | Jaguares de Nuevo León               | 38   | 32 | 9  | 8  | 15 | 47 | 65 | −18  |                      |
| 13   | Estudiantes Tecnológico Nuevo Laredo | 38   | 32 | 10 | 5  | 17 | 38 | 69 | −31  |                      |
| 14   | FC Excélsior "B"                     | 36   | 32 | 6  | 12 | 14 | 40 | 64 | −24  |                      |
| 15   | Tuneros de Matehuala                 | 34   | 32 | 8  | 6  | 18 | 39 | 67 | −28  |                      |
| 16   | Atlético Altamira                    | 31   | 32 | 8  | 6  | 18 | 48 | 60 | −12  |                      |
| 17   | Alianza Unetefan                     | 26   | 32 | 8  | 1  | 23 | 36 | 69 | −33  |                      |

 Fuente: Tercera División

### Grupo XIII
| Pos. | Equipo                          | Pts. | PJ | G  | E | P  | GF | GC | Dif. | Clasificación       |
| ---- | ------------------------------- | ---- | -- | -- | - | -- | -- | -- | ---- | ------------------- |
| 1    | Poblado Miguel Alemán           | 55   | 20 | 18 | 1 | 1  | 84 | 32 | +52  | Liguilla de ascenso |
| 2    | Diablos Azules                  | 48   | 20 | 15 | 2 | 3  | 57 | 29 | +28  | Liguilla de ascenso |
| 3    | Universidad Autónoma de Sinaloa | 40   | 20 | 12 | 3 | 5  | 44 | 25 | +19  | Liguilla de ascenso |
| 4    | Mazatlán Soccer Club            | 33   | 20 | 10 | 2 | 8  | 38 | 40 | −2   | Liguilla de ascenso |
| 5    | Deportivo Guamúchil             | 30   | 20 | 9  | 2 | 9  | 37 | 43 | −6   |                     |
| 6    | Dorados de Sinaloa "B"          | 26   | 20 | 6  | 5 | 9  | 39 | 30 | +9   |                     |
| 7    | Xoloitzcuintles "B"             | 26   | 20 | 7  | 4 | 9  | 32 | 37 | −5   |                     |
| 8    | Indios Cucapá                   | 26   | 20 | 7  | 4 | 9  | 29 | 42 | −13  |                     |
| 9    | Guerreros Pericúes              | 22   | 20 | 3  | 7 | 10 | 29 | 46 | −17  |                     |
| 10   | Héroes de Caborca               | 12   | 20 | 4  | 0 | 16 | 23 | 48 | −25  |                     |
| 11   | Deportivo La Cruz               | 11   | 20 | 2  | 4 | 14 | 19 | 59 | −40  |                     |

 Fuente: Tercera División

### Grupo XIV
| Pos. | Equipo                    | Pts. | PJ | G | E | P  | GF | GC | Dif. | Clasificación       |
| ---- | ------------------------- | ---- | -- | - | - | -- | -- | -- | ---- | ------------------- |
| 1    | La Tribu de Ciudad Juárez | 36   | 16 | 9 | 5 | 2  | 27 | 11 | +16  | Liguilla de ascenso |
| 2    | Soles de Ciudad Juárez    | 35   | 16 | 9 | 5 | 2  | 34 | 27 | +7   | Liguilla de ascenso |
| 3    | San Isidro Laguna         | 33   | 16 | 9 | 4 | 3  | 33 | 16 | +17  | Liguilla de ascenso |
| 4    | Generales de Navojoa      | 29   | 16 | 6 | 6 | 4  | 29 | 24 | +5   | Liguilla de ascenso |
| 5    | Toros Laguna              | 26   | 16 | 7 | 3 | 6  | 28 | 24 | +4   |                     |
| 6    | Fútbol Premier            | 21   | 16 | 6 | 3 | 7  | 23 | 18 | +5   |                     |
| 7    | Chinarras de Aldama       | 20   | 16 | 5 | 5 | 6  | 23 | 28 | −5   |                     |
| 8    | Aztecas                   | 9    | 16 | 2 | 2 | 12 | 18 | 42 | −24  |                     |
| 9    | Real Magari               | 7    | 16 | 1 | 3 | 12 | 15 | 40 | −25  |                     |

 Fuente: Tercera División

## Liguilla de Ascenso

### Treintadosavos de final
| Equipo 1                     | Agr.      | Equipo 2                           | Ida | Vuelta |
| ---------------------------- | --------- | ---------------------------------- | --- | ------ |
| Poblado Miguel Alemán        | X–X       | Mazatlán Soccer Club               | X–X | X–X    |
| Panteras Negras GNL (p.)     | 4–4 (8–7) | Ho Gar Matamoros                   | 1–3 | 3–1    |
| C.D. Tepatitlán              | 4–2       | Deportivo Las Varas                | 1–2 | 3–0    |
| Monarcas Morelia "B"         | 4–5       | Atlético San Francisco             | 2–2 | 2–3    |
| Cazcanes de Ameca            | 1–1 (3–5) | (p.) Charales de Chapala           | 0–1 | 1–0    |
| Real Zamora                  | X–X       | Delfines de Abasolo                | X–X | X–X    |
| Deportivo Yurécuaro          | 1–0       | Vaqueros                           | 1–0 | 0–0    |
| Limoneros de Apatzingán      | 2–0       | Atlético ECCA                      | 0–0 | 2–0    |
| Soles de Ciudad Juárez       | X–X       | San Isidro Laguna                  | X–X | X–X    |
| Diablos Azules               | 5–2       | Universidad Autónoma de Sinaloa    | 1–1 | 4–1    |
| Celaya F.C. "B"              | 4–1       | CDU Uruapan                        | 2–1 | 2–0    |
| Deportivo Colegio Guanajuato | 7–0       | Bravos de Nuevo Laredo "B"         | 4–0 | 3–0    |
| Orinegros de Ciudad Madero   | 3–0       | Universidad de Monterrey           | 0–0 | 3–0    |
| La Tribu de Ciudad Juárez    | 4–0       | Generales de Navojoa               | 3–0 | 1–0    |
| Vaqueros de Ixtlahuacán      | 4–3       | Cachorros Atotonilco               | 1–1 | 3–2    |
| Deportivo Nayarit            | 6–3       | Atlético Tecomán                   | 2–1 | 4–2    |
| Zitácuaro                    | 5–2       | Guerreros de Yecapixtla            | 1–1 | 4–1    |
| Soccer Club Buendía (p.)     | 4–4 (4–3) | Zacatepec 1948                     | 3–4 | 1–0    |
| Potros UAEM "B"              | 2–2 (0–2) | (p.) Lobos BUAP "C"                | 1–0 | 1–2    |
| Proyecto Nuevo Chimalhuacán  | 3–4       | Ángeles de la Ciudad               | 0–1 | 3–3    |
| Chetumal                     | 2–2 (5–6) | (p.) Jaguares de la 48             | 2–1 | 0–1    |
| Star Club                    | 3–4       | Sport Clinic Ciudad de México      | 2–4 | 1–0    |
| Corsarios de Campeche        | 3–0       | Inter Playa "B"                    | 0–0 | 3–0    |
| Galeana Morelos "B"          | 6–3       | Club Alpha                         | 2–1 | 4–2    |
| Langostineros de Atoyac      | 2–4       | C.F. San Andrés                    | 1–2 | 1–2    |
| Tuzos Pachuca                | 5–3       | Sporting Canamy                    | 2–3 | 3–0    |
| Tecamachalco Sur             | 3–5       | C.D. Chilpancingo                  | 1–2 | 2–3    |
| Estudiantes de Atlacomulco   | 4–3       | Marina                             | 1–1 | 3–2    |
| Tecamachalco                 | 7–1       | Santiago Tulantepec                | 3–0 | 4–1    |
| Poza Rica                    | 3–1       | Cruz Azul Lagunas                  | 0–0 | 3–1    |
| Cefor Cuauhtémoc Blanco      | 4–2       | Coyotes Neza                       | 2–2 | 2–0    |
| C.D. Tejupilco               | 1–1 (3–4) | (p.) Gallos Blancos de Zihuatanejo | 0–1 | 1–0    |

### Dieciseisavos de final
| Equipo 1                   | Agr.      | Equipo 2                      | Ida | Vuelta |
| -------------------------- | --------- | ----------------------------- | --- | ------ |
| Poblado Miguel Alemán      | 7–3       | Panteras Negras GNL           | 2–3 | 4–1    |
| C.D. Tepatitlán            | 3–4       | Deportivo Nayarit             | 1–2 | 2–2    |
| Orinegros de Ciudad Madero | 1–1 (5–6) | (p.) Charales de Chapala      | 0–1 | 1–0    |
| Vaqueros de Ixtlahuacán    | 2–1       | La Tribu de Ciudad Juárez     | 0–0 | 2–1    |
| Limoneros de Apatzingán    | 5–1       | San Isidro Laguna             | 1–0 | 4–1    |
| Diablos Azules             | 3–2       | Deportivo Colegio Guanajuato  | 2–2 | 1–0    |
| Celaya F.C. "B"            | 2–1       | Atlético San Francisco        | 1–1 | 1–0    |
| Real Zamora                | 4–2       | Deportivo Yurécuaro           | 3–1 | 1–1    |
| Zitácuaro                  | 4–1       | Lobos BUAP "C"                | 0–1 | 4–0    |
| Soccer Club Buendía        | 2–4       | Ángeles de la Ciudad          | 1–4 | 1–0    |
| Corsarios de Campeche      | 3–2       | Sport Clinic Ciudad de México | 2–1 | 1–1    |
| Galeana Morelos "B"        | 2–3       | Poza Rica                     | 1–3 | 1–0    |
| Tuzos Pachuca              | 7–2       | C.F. San Andrés               | 0–1 | 7–1    |
| Estudiantes de Atlacomulco | 4–5       | C.D. Chilpancingo             | 1–1 | 3–4    |
| Tecamachalco (p.)          | 3–3 (5–4) | Jaguares de la 48             | 0–2 | 3–1    |
| Cefor Cuauhtémoc Blanco    | 3–1       | Gallos Blancos de Zihuatanejo | 0–1 | 3–0    |

### Serie final
|  | Octavos de final | Octavos de final         | Octavos de final      | Octavos de final | Octavos de final |       |                           | Cuartos de final      | Cuartos de final | Cuartos de final | Cuartos de final | Cuartos de final |  |    | Semifinal             | Semifinal | Semifinal | Semifinal | Semifinal |  |    | Final                 | Final | Final | Final | Final |
|  |                  |                          |                       |                  |                  |       |                           |                       |                  |                  |                  |                  |  |    |                       |           |           |           |           |  |    |                       |       |       |       |       |
|  | 1N               | Poblado Miguel Alemán    | 3                     | 4                | 7                |       |                           |                       |                  |                  |                  |                  |  |    |                       |           |           |           |           |  |    |                       |       |       |       |       |
|  | 8N               | Deportivo Nayarit        | 5                     | 1                | 6                |       |                           |                       |                  |                  |                  |                  |  |    |                       |           |           |           |           |  |    |                       |       |       |       |       |
|  | 8N               | Deportivo Nayarit        | 5                     | 1                | 6                |       | 1N                        | Poblado Miguel Alemán | 1                | 4                | 5                |                  |  |    |                       |           |           |           |           |  |    |                       |       |       |       |       |
|  |                  |                          |                       |                  |                  |       | 1N                        | Poblado Miguel Alemán | 1                | 4                | 5                |                  |  |    |                       |           |           |           |           |  |    |                       |       |       |       |       |
|  |                  | 7N                       | Charales de Chapala   | 0                | 0                | 0     |                           |                       |                  |                  |                  |                  |  |    |                       |           |           |           |           |  |    |                       |       |       |       |       |
|  | 2N               | 7N                       | Charales de Chapala   | 0                | 0                | 0     | Limoneros de Apatzingán   | 0                     | 2                | 2 (3)            |                  |                  |  |    |                       |           |           |           |           |  |    |                       |       |       |       |       |
|  | 2N               |                          |                       |                  |                  |       | Limoneros de Apatzingán   | 0                     | 2                | 2 (3)            |                  |                  |  |    |                       |           |           |           |           |  |    |                       |       |       |       |       |
|  | 7N               | Charales de Chapala (p.) | 2                     | 0                | 2 (5)            |       |                           |                       |                  |                  |                  |                  |  |    |                       |           |           |           |           |  |    |                       |       |       |       |       |
|  | 7N               | Charales de Chapala (p.) | 2                     | 0                | 2 (5)            |       |                           |                       |                  |                  |                  |                  |  | 1N | Poblado Miguel Alemán | 2         | 4         | 6         |           |  |    |                       |       |       |       |       |
|  |                  |                          |                       |                  |                  |       |                           |                       |                  |                  |                  |                  |  | 1N | Poblado Miguel Alemán | 2         | 4         | 6         |           |  |    |                       |       |       |       |       |
|  |                  | 6N                       | Celaya F.C. "B"       | 3                | 2                | 5     |                           |                       |                  |                  |                  |                  |  |    |                       |           |           |           |           |  |    |                       |       |       |       |       |
|  | 4N               | 6N                       | Celaya F.C. "B"       | 3                | 2                | 5     | Vaqueros Ixtlahuacán (p.) | 1                     | 1                | 2 (10)           |                  |                  |  |    |                       |           |           |           |           |  |    |                       |       |       |       |       |
|  | 4N               |                          |                       |                  |                  |       | Vaqueros Ixtlahuacán (p.) | 1                     | 1                | 2 (10)           |                  |                  |  |    |                       |           |           |           |           |  |    |                       |       |       |       |       |
|  | 5N               | Diablos Azules           | 1                     | 1                | 2 (9)            |       |                           |                       |                  |                  |                  |                  |  |    |                       |           |           |           |           |  |    |                       |       |       |       |       |
|  | 5N               | Diablos Azules           | 1                     | 1                | 2 (9)            |       | 4N                        | Vaqueros Ixtlahuacán  | 1                | 1                | 2                |                  |  |    |                       |           |           |           |           |  |    |                       |       |       |       |       |
|  |                  |                          |                       |                  |                  |       | 4N                        | Vaqueros Ixtlahuacán  | 1                | 1                | 2                |                  |  |    |                       |           |           |           |           |  |    |                       |       |       |       |       |
|  |                  | 6N                       | Celaya F.C. "B"       | 3                | 1                | 4     |                           |                       |                  |                  |                  |                  |  |    |                       |           |           |           |           |  |    |                       |       |       |       |       |
|  | 3N               | 6N                       | Celaya F.C. "B"       | 3                | 1                | 4     | Real Zamora               | 0                     | 0                | 0                |                  |                  |  |    |                       |           |           |           |           |  |    |                       |       |       |       |       |
|  | 3N               |                          |                       |                  |                  |       | Real Zamora               | 0                     | 0                | 0                |                  |                  |  |    |                       |           |           |           |           |  |    |                       |       |       |       |       |
|  | 6N               | Celaya F.C. "B"          | 0                     | 1                | 1                |       |                           |                       |                  |                  |                  |                  |  |    |                       |           |           |           |           |  |    |                       |       |       |       |       |
|  | 6N               | Celaya F.C. "B"          | 0                     | 1                | 1                |       |                           |                       |                  |                  |                  |                  |  |    |                       |           |           |           |           |  | 1N | Poblado Miguel Alemán | 2     | 3     | 5     |       |
|  |                  |                          |                       |                  |                  |       |                           |                       |                  |                  |                  |                  |  |    |                       |           |           |           |           |  | 1N | Poblado Miguel Alemán | 2     | 3     | 5     |       |
|  |                  | 2S                       | Tecamachalco          | 2                | 2                | 4     |                           |                       |                  |                  |                  |                  |  |    |                       |           |           |           |           |  |    |                       |       |       |       |       |
|  | 1S               | 2S                       | Tecamachalco          | 2                | 2                | 4     | Zitácuaro                 | 1                     | 2                | 3                |                  |                  |  |    |                       |           |           |           |           |  |    |                       |       |       |       |       |
|  | 1S               |                          |                       |                  |                  |       | Zitácuaro                 | 1                     | 2                | 3                |                  |                  |  |    |                       |           |           |           |           |  |    |                       |       |       |       |       |
|  | 8S               | Ángeles de la Ciudad     | 1                     | 0                | 1                |       |                           |                       |                  |                  |                  |                  |  |    |                       |           |           |           |           |  |    |                       |       |       |       |       |
|  | 8S               | Ángeles de la Ciudad     | 1                     | 0                | 1                |       | 1S                        | Zitácuaro (p.)        | 0                | 1                | 1 (6)            |                  |  |    |                       |           |           |           |           |  |    |                       |       |       |       |       |
|  |                  |                          |                       |                  |                  |       | 1S                        | Zitácuaro (p.)        | 0                | 1                | 1 (6)            |                  |  |    |                       |           |           |           |           |  |    |                       |       |       |       |       |
|  |                  | 5S                       | Corsarios de Campeche | 0                | 1                | 1 (5) |                           |                       |                  |                  |                  |                  |  |    |                       |           |           |           |           |  |    |                       |       |       |       |       |
|  | 4S               | 5S                       | Corsarios de Campeche | 0                | 1                | 1 (5) | Cefor Cuauhtémoc Blanco   | 0                     | 1                | 1                |                  |                  |  |    |                       |           |           |           |           |  |    |                       |       |       |       |       |
|  | 4S               |                          |                       |                  |                  |       | Cefor Cuauhtémoc Blanco   | 0                     | 1                | 1                |                  |                  |  |    |                       |           |           |           |           |  |    |                       |       |       |       |       |
|  | 5S               | Corsarios de Campeche    | 2                     | 0                | 2                |       |                           |                       |                  |                  |                  |                  |  |    |                       |           |           |           |           |  |    |                       |       |       |       |       |
|  | 5S               | Corsarios de Campeche    | 2                     | 0                | 2                |       |                           |                       |                  |                  |                  |                  |  | 1S | Zitácuaro             | 0         | 1         | 1         |           |  |    |                       |       |       |       |       |
|  |                  |                          |                       |                  |                  |       |                           |                       |                  |                  |                  |                  |  | 1S | Zitácuaro             | 0         | 1         | 1         |           |  |    |                       |       |       |       |       |
|  |                  | 2S                       | Tecamachalco          | 8                | 1                | 9     |                           |                       |                  |                  |                  |                  |  |    |                       |           |           |           |           |  |    |                       |       |       |       |       |
|  | 2S               | 2S                       | Tecamachalco          | 8                | 1                | 9     | Tecamachalco              | 2                     | 2                | 4                |                  |                  |  |    |                       |           |           |           |           |  |    |                       |       |       |       |       |
|  | 2S               |                          |                       |                  |                  |       | Tecamachalco              | 2                     | 2                | 4                |                  |                  |  |    |                       |           |           |           |           |  |    |                       |       |       |       |       |
|  | 7S               | Poza Rica                | 3                     | 0                | 3                |       |                           |                       |                  |                  |                  |                  |  |    |                       |           |           |           |           |  |    |                       |       |       |       |       |
|  | 7S               | Poza Rica                | 3                     | 0                | 3                |       | 2S                        | Tecamachalco          | 2                | 0                | 2                |                  |  |    |                       |           |           |           |           |  |    |                       |       |       |       |       |
|  |                  |                          |                       |                  |                  |       | 2S                        | Tecamachalco          | 2                | 0                | 2                |                  |  |    |                       |           |           |           |           |  |    |                       |       |       |       |       |
|  |                  | 3S                       | Tuzos Pachuca         | 1                | 0                | 1     |                           |                       |                  |                  |                  |                  |  |    |                       |           |           |           |           |  |    |                       |       |       |       |       |
|  | 3S               | 3S                       | Tuzos Pachuca         | 1                | 0                | 1     | Tuzos Pachuca             | 1                     | 1                | 2                |                  |                  |  |    |                       |           |           |           |           |  |    |                       |       |       |       |       |
|  | 3S               |                          |                       |                  |                  |       | Tuzos Pachuca             | 1                     | 1                | 2                |                  |                  |  |    |                       |           |           |           |           |  |    |                       |       |       |       |       |
|  | 6S               | C.D. Chilpancingo        | 1                     | 0                | 1                |       |                           |                       |                  |                  |                  |                  |  |    |                       |           |           |           |           |  |    |                       |       |       |       |       |

#### Octavos de final
| 8 de mayo de 2013, 19:00 | Deportivo Nayarit                                              | 5:3 (3:1) | Poblado Miguel Alemán                           | Arena Cora, Tepic                                                         |                                                                           |
|                          | Muñoz 8' · Ponce 27', 56' · Martín del Campo 39' · Aguirre 68' | Reporte   | 36' Martín del Campo · 74' Félix · 75' González | Asistencia: 200 espectadores Árbitro(s): Fernando Guillermo Sandoval Wong | Asistencia: 200 espectadores Árbitro(s): Fernando Guillermo Sandoval Wong |

| 11 de mayo de 2013, 19:00                                   | Poblado Miguel Alemán           | 4:1 (1:0) (Global 7:6) | Deportivo Nayarit    | Estadio Alejandro López Caballero, Miguel Alemán                           |                                                                            |
|                                                             | Villa 7', 66' (78) · Romero 84' | Reporte                | 52' Martín del Campo | Asistencia: 1 000 espectadores Árbitro(s): Omar Antonio Fernández Martínez | Asistencia: 1 000 espectadores Árbitro(s): Omar Antonio Fernández Martínez |
| Poblado Miguel Alemán avanzó a Cuartos de Final. Global 7-6 |                                 |                        |                      |                                                                            |                                                                            |

| 9 de mayo de 2013, 18:00 | Chapala               | 2:0 (2:0) | Limoneros de Apatzingán | Estadio Municipal Juan Rayo, Chapala                        |                                                             |
|                          | Ibarra 23' · Ríos 32' | Reporte   |                         | Asistencia: 500 espectadores Árbitro(s): Iván Camacho Silva | Asistencia: 500 espectadores Árbitro(s): Iván Camacho Silva |

| 12 de mayo de 2013, 15:30                                                            | Limoneros de Apatzingán | 2:0 (1:0) (3:5 p.)(Global 2:2) | Chapala | Unidad Deportiva Adolfo López Mateos, Apatzingán                      |                                                                       |
|                                                                                      | Ríos 2', 74'            | Reporte                        |         | Asistencia: 1 000 espectadores Árbitro(s): José Juan Contreras García | Asistencia: 1 000 espectadores Árbitro(s): José Juan Contreras García |
| Chapala avanzó a Cuartos de Final tras ganar la serie de penales por 3-5. Global 2-2 |                         |                                |         |                                                                       |                                                                       |

| 9 de mayo de 2013, 16:00 | Diablos Azules | 1:1 (1:1) | Vaqueros (Ixtlahuacán) | Estadio Guasave 89, Guasave                                               |                                                                           |
|                          | Moreno 8'      | Reporte   | 37' Ramos              | Asistencia: 200 espectadores Árbitro(s): Francisco Eduardo Longorio López | Asistencia: 200 espectadores Árbitro(s): Francisco Eduardo Longorio López |

| 12 de mayo de 2013, 17:00                                                                          | Vaqueros (Ixtlahuacán) | 1:1 (1:1) (10:9 p.)(Global 2:2) | Diablos Azules | Campo Santa Rosa, Ixtlahuacán de los Membrillos                   |                                                                   |
| | Carrillo 42'           | Reporte                         | 11' Moreno     | Asistencia: 200 espectadores Árbitro(s): Jonatan Mercado Figueroa | Asistencia: 200 espectadores Árbitro(s): Jonatan Mercado Figueroa |
| Vaqueros Ixtlahuacán avanzó a Cuartos de Final tras ganar la serie de penales por 10-9. Global 2-2 |                        |                                 |                |                                                                   |                                                                   |

| 8 de mayo de 2013, 20:00 | Celaya | 0:0     | Real Zamora | Estadio Miguel Alemán Valdés, Celaya                               |                                                                    |
|                          |        | Reporte |             | Asistencia: 800 espectadores Árbitro(s): Iván Asael Martínez Gómez | Asistencia: 800 espectadores Árbitro(s): Iván Asael Martínez Gómez |

| 11 de mayo de 2013, 20:00                    | Real Zamora | 0:1 (0:0) (Global 0:1) | Celaya       | Unidad Deportiva El Chamizal, Zamora                                     |                                                                          |
|                                              |             | Reporte                | 76' Almaguer | Asistencia: 1 500 espectadores Árbitro(s): Juan Andrés Esquivel González | Asistencia: 1 500 espectadores Árbitro(s): Juan Andrés Esquivel González |
| Celaya avanzó a Cuartos de Final. Global 0-1 |             |                        |              |                                                                          |                                                                          |

| 8 de mayo de 2013, 11:00 | Ángeles de la Ciudad | 1:1 (0:1) | Zitácuaro  | Estadio Jesús Martínez "Palillo", Ciudad de México            |                                                               |
|                          | Sánchez 68'          | Reporte   | 41' Castro | Asistencia: 200 espectadores Árbitro(s): Juan Ramírez Tostado | Asistencia: 200 espectadores Árbitro(s): Juan Ramírez Tostado |

| 11 de mayo de 2013, 15:30                       | Zitácuaro            | 2:0 (1:0) (Global 3:1) | Ángeles de la Ciudad | Estadio Ignacio López Rayón, Zitácuaro                                     |                                                                            |
|                                                 | Piña 21' · Gómez 49' | Reporte                |                      | Asistencia: 300 espectadores Árbitro(s): Alejandro Agustín Martínez Macías | Asistencia: 300 espectadores Árbitro(s): Alejandro Agustín Martínez Macías |
| Zitácuaro avanzó a Cuartos de Final. Global 3-1 |                      |                        |                      |                                                                            |                                                                            |

| 8 de mayo de 2013, 20:00 | Corsarios             | 2:0 (0:0) | Cefor Cuauhtémoc Blanco | Estadio Universitario Campeche, Campeche                         |                                                                  |
|                          | Que 48' · Álvarez 71' | Reporte   |                         | Asistencia: 300 espectadores Árbitro(s): Gilvero Alvarado Farjat | Asistencia: 300 espectadores Árbitro(s): Gilvero Alvarado Farjat |

| 11 de mayo de 2013, 13:00                                   | Cefor Cuauhtémoc Blanco | 1:0 (0:0) (Global 1:2) | Corsarios | Deportivo Plutarco Elías Calles, Ciudad de México                |                                                                  |
|                                                             | Garibay 60'             | Reporte                |           | Asistencia: 200 espectadores Árbitro(s): Christopher Molina Díaz | Asistencia: 200 espectadores Árbitro(s): Christopher Molina Díaz |
| Corsarios de Campeche avanzó a Cuartos de Final. Global 1-2 |                         |                        |           |                                                                  |                                                                  |

| 8 de mayo de 2013, 17:00 | Poza Rica                               | 3:2 (2:0) | Tecamachalco     | Estadio Heriberto Jara Corona, Poza Rica                                |                                                                         |
|                          | Vázquez 22' · Madrigal 44' · Pineda 49' | Reporte   | 65', 85' Vázquez | Asistencia: 1 500 espectadores Árbitro(s): Arturo Isai González Montiel | Asistencia: 1 500 espectadores Árbitro(s): Arturo Isai González Montiel |

| 11 de mayo de 2013, 12:00                          | Tecamachalco            | 2:0 (0:0) (Global 4:3) | Poza Rica | Estadio Alberto Pérez Navarro, Huixquilucan                        |                                                                    |
|                                                    | García 46' · Rivera 85' | Reporte                |           | Asistencia: 300 espectadores Árbitro(s): Saul Alfredo Silva Pineda | Asistencia: 300 espectadores Árbitro(s): Saul Alfredo Silva Pineda |
| Tecamachalco avanzó a Cuartos de Final. Global 4-3 |                         |                        |           |                                                                    |                                                                    |

| 8 de mayo de 2013, 16:00 | Chilpancingo  | 1:1 (0:0) | Tuzos Pachuca | Unidad Deportiva Vicente Guerrero, Chilpancingo                        |                                                                        |
|                          | Domínguez 53' | Reporte   | 47' Becerril  | Asistencia: 1 000 espectadores Árbitro(s): Luis Alberto Mattern García | Asistencia: 1 000 espectadores Árbitro(s): Luis Alberto Mattern García |

| 11 de mayo de 2013, 13:00                           | Tuzos Pachuca | 1:0 (0:0) (Global 2:1) | Chilpancingo | Estadio Hidalgo, Pachuca                                        |                                                                 |
|                                                     | Ayala 59'     | Reporte                |              | Asistencia: 200 espectadores Árbitro(s): Oldahir Sandoval Ortíz | Asistencia: 200 espectadores Árbitro(s): Oldahir Sandoval Ortíz |
| Tuzos Pachuca avanzó a Cuartos de Final. Global 2-1 |               |                        |              |                                                                 |                                                                 |

#### Cuartos de final
| 15 de mayo de 2013, 18:00 | Chapala | 0:1 (0:1) | Poblado Miguel Alemán | Estadio Municipal Juan Rayo, Chapala                                       |                                                                            |
|                           |         | Reporte   | 7' Meléndez           | Asistencia: 1 000 espectadores Árbitro(s): Antonio de Jesús Olalde Vázquez | Asistencia: 1 000 espectadores Árbitro(s): Antonio de Jesús Olalde Vázquez |

| 18 de mayo de 2013, 19:00                              | Poblado Miguel Alemán                    | 4:0 (3:0) (Global 5:0) | Chapala | Estadio Alejandro López Caballero, Miguel Alemán                       |                                                                        |
|                                                        | Rivera 26' · Guerra 37' · Villa 42', 52' | Reporte                |         | Asistencia: 1 000 espectadores Árbitro(s): Francisco Raúl Medina Parra | Asistencia: 1 000 espectadores Árbitro(s): Francisco Raúl Medina Parra |
| Poblado Miguel Alemán avanzó a Semifinales. Global 5-0 |                                          |                        |         |                                                                        |                                                                        |

| 16 de mayo de 2013, 19:30 | Celaya                                       | 3:1 (1:1) | Vaqueros (Ixtlahuacán) | Estadio Miguel Alemán Valdés, Celaya                              |                                                                   |
|                           | Almaguer 27' · Chaurand 51' · Valenzuela 82' | Reporte   | 1' Álvarez             | Asistencia: 1 000 espectadores Árbitro(s): Oldahir Sandoval Ortiz | Asistencia: 1 000 espectadores Árbitro(s): Oldahir Sandoval Ortiz |

| 19 de mayo de 2013, 17:00               | Vaqueros (Ixtlahuacán) | 1:1 (0:1) (Global 2:4) | Celaya     | Campo Santa Rosa, Ixtlahuacán de los Membrillos                      |                                                                      |
|                                         | Segura 51'             | Reporte                | 34' Zavala | Asistencia: 800 espectadores Árbitro(s): Jesús Roberto Ruiz González | Asistencia: 800 espectadores Árbitro(s): Jesús Roberto Ruiz González |
| Celaya avanzó a Semifinales. Global 2-4 |                        |                        |            |                                                                      |                                                                      |

| 15 de mayo de 2013, 20:00 | Corsarios | 0:0     | Zitácuaro | Estadio Universitario Campeche, Campeche                             |                                                                      |
|                           |           | Reporte |           | Asistencia: 800 espectadores Árbitro(s): Luis Alberto Mattern García | Asistencia: 800 espectadores Árbitro(s): Luis Alberto Mattern García |

| 18 de mayo de 2013, 15:30                                                     | Zitácuaro      | 1:1 (0:0) (6:5 p.)(Global 1:1) | Corsarios      | Estadio Ignacio López Rayón, Zitácuaro                                   |                                                                          |
|                                                                               | Villalvazo 76' | Reporte                        | 81' Delgadillo | Asistencia: 2 000 espectadores Árbitro(s): Juan Andrés Esquivel González | Asistencia: 2 000 espectadores Árbitro(s): Juan Andrés Esquivel González |
| Zitácuaro avanzó a Semifinales tras ganar 6-5 en serie de penales. Global 1-1 |                |                                |                |                                                                          |                                                                          |

| 15 de mayo de 2013, 12:00 | Tuzos Pachuca | 1:2 (1:1) | Tecamachalco  | Estadio Hidalgo, Pachuca                                               |                                                                        |
|                           | Carmona 31'   | Reporte   | 17', 62' Lara | Asistencia: 200 espectadores Árbitro(s): José Arturo Maldonado Ramírez | Asistencia: 200 espectadores Árbitro(s): José Arturo Maldonado Ramírez |

| 18 de mayo de 2013, 12:00                     | Tecamachalco | 0:0 (Global 2:1) | Tuzos Pachuca | Estadio Alberto Pérez Navarro, Huixquilucan                 |                                                             |
|                                               |              | Reporte          |               | Asistencia: 600 espectadores Árbitro(s): Aldo Cano Martínez | Asistencia: 600 espectadores Árbitro(s): Aldo Cano Martínez |
| Tecamachalco avanzó a Semifinales. Global 2-1 |              |                  |               |                                                             |                                                             |

#### Semifinales
| 22 de mayo de 2013, 20:15 | Celaya                                       | 3:2 (0:2) | Poblado Miguel Alemán | Estadio Miguel Alemán Valdés, Celaya                                     |                                                                          |
|                           | Almaguer 46' · Valenzuela 87' · Chaurand 88' | Reporte   | 6', 42' Villa         | Asistencia: 1 500 espectadores Árbitro(s): Juan Andrés Esquivel González | Asistencia: 1 500 espectadores Árbitro(s): Juan Andrés Esquivel González |

| 25 de mayo de 2013, 19:00                           | Poblado Miguel Alemán                        | 4:2 (4:2) (Global 6:5) | Celaya                    | Estadio Alejandro López Caballero, Miguel Alemán                       |                                                                        |
|                                                     | González 10', 43' · Villa 17' · Guerrero 32' | Reporte                | 12' Chaurand · 26' Moreno | Asistencia: 1 500 espectadores Árbitro(s): Francisco Raúl Medina Parra | Asistencia: 1 500 espectadores Árbitro(s): Francisco Raúl Medina Parra |
| Poblado Miguel Alemán avanzó a la Final. Global 6-5 |                                              |                        |                           |                                                                        |                                                                        |

| 22 de mayo de 2013, 12:00 | Tecamachalco                                                                                             | 8:0 (6:0) | Zitácuaro | Estadio Alberto Pérez Navarro, Huixquilucan                              |                                                                          |
|                           | Lara 13', 25' · Jaramillo 22' · Cristopher García 28' · Lara 32' · Carlos García 43', 82' · Avendaño 68' | Reporte   |           | Asistencia: 300 espectadores Árbitro(s): Antonio de Jesús Olalde Vázquez | Asistencia: 300 espectadores Árbitro(s): Antonio de Jesús Olalde Vázquez |

| 25 de mayo de 2013, 15:30                  | Zitácuaro | 1:1 (0:1) (Global 1:9) | Tecamachalco | Estadio Ignacio López Rayón, Zitácuaro                                   |                                                                          |
|                                            | Piña 83'  | Reporte                | 24' Olmos    | Asistencia: 800 espectadores Árbitro(s): Christian Adrián Ramírez Tejeda | Asistencia: 800 espectadores Árbitro(s): Christian Adrián Ramírez Tejeda |
| Tecamachalco avanzó a la Final. Global 1-9 |           |                        |              |                                                                          |                                                                          |

#### Final
| 30 de mayo de 2013, 12:00 | Tecamachalco | 2:2     | Poblado Miguel Alemán | Estadio Alberto Pérez Navarro, Huixquilucan |                              |
|                           |              | Reporte |                       | Asistencia: 600 espectadores                | Asistencia: 600 espectadores |

| 1 de junio de 2013, 19:00                                         | Poblado Miguel Alemán | 3:2 (Global 5:4) | Tecamachalco | Estadio Alejandro López Caballero, Miguel Alemán |                                |
|                                                                   |                       | Reporte          |              | Asistencia: 3 000 espectadores                   | Asistencia: 3 000 espectadores |
| Poblado Miguel Alemán Campeón de la Temporada 2012-13. Global 5-4 |                       |                  |              |                                                  |                                |

| Campeón Tercera División 2012-13 |
| -------------------------------- |
|                                  |
| Poblado Miguel Alemán            |
| 1° Título                        |

### Equipos ascendidos a Segunda División
| Poblado Miguel Alemán Asciende a la Liga Premier de Ascenso | Tecamachalco Asciende a la Liga de Nuevos Talentos |
| ----------------------------------------------------------- | -------------------------------------------------- |

## Liguilla de Filiales
|  | Cuartos de final | Cuartos de final          | Cuartos de final | Cuartos de final      | Cuartos de final |   |   | Semifinales           | Semifinales | Semifinales | Semifinales | Semifinales |  |   | Final            | Final | Final | Final | Final |  |
|  |                  |                           |                  |                       |                  |   |   |                       |             |             |             |             |  |   |                  |       |       |       |       |  |
|  |                  |                           |                  |                       |                  |   |   |                       |             |             |             |             |  |   |                  |       |       |       |       |  |
|  | 1                | Cruz Azul Dublán          | 2                | 0                     | 2                |   |   |                       |             |             |             |             |  |   |                  |       |       |       |       |  |
|  | 1                | Cruz Azul Dublán          | 2                | 0                     | 2                |   |   |                       |             |             |             |             |  |   |                  |       |       |       |       |  |
|  | 8                | Guadalajara "C"           | 0                | 1                     | 1                |   |   |                       |             |             |             |             |  |   |                  |       |       |       |       |  |
|  | 8                | Guadalajara "C"           | 0                | 1                     | 1                |   | 1 | Cruz Azul Dublán      | 1           | 4           | 5           |             |  |   |                  |       |       |       |       |  |
|  |                  |                           |                  |                       |                  |   | 1 | Cruz Azul Dublán      | 1           | 4           | 5           |             |  |   |                  |       |       |       |       |  |
|  |                  |                           | 7                | Correcaminos UAT "C"  | 0                | 0 | 0 |                       |             |             |             |             |  |   |                  |       |       |       |       |  |
|  | 2                | Tiburones Rojos BR        | 7                | Correcaminos UAT "C"  | 0                | 0 | 0 | 0                     | 2           | 2 (4)       |             |             |  |   |                  |       |       |       |       |  |
|  | 2                | Tiburones Rojos BR        |                  |                       |                  |   |   |                       |             | 2 (4)       |             |             |  |   |                  |       |       |       |       |  |
|  | 7                | Correcaminos UAT "C" (p.) | 0                | 2                     | 2 (5)            |   |   |                       |             |             |             |             |  |   |                  |       |       |       |       |  |
|  | 7                | Correcaminos UAT "C" (p.) | 0                | 2                     | 2 (5)            |   |   |                       |             |             |             |             |  | 1 | Cruz Azul Dublán | 0     | 1     | 1     |       |  |
|  |                  |                           |                  |                       |                  |   |   |                       |             |             |             |             |  | 1 | Cruz Azul Dublán | 0     | 1     | 1     |       |  |
|  |                  |                           | 3                | Estudiantes Tecos "C" | 0                | 2 | 2 |                       |             |             |             |             |  |   |                  |       |       |       |       |  |
|  | 3                | Estudiantes Tecos "C"     | 3                | Estudiantes Tecos "C" | 0                | 2 | 2 | 1                     | 1           | 2           |             |             |  |   |                  |       |       |       |       |  |
|  | 3                | Estudiantes Tecos "C"     |                  |                       |                  |   |   |                       |             | 2           |             |             |  |   |                  |       |       |       |       |  |
|  | 6                | EF Chivas                 | 0                | 1                     | 1                |   |   |                       |             |             |             |             |  |   |                  |       |       |       |       |  |
|  | 6                | EF Chivas                 | 0                | 1                     | 1                |   | 3 | Estudiantes Tecos "C" | 3           | 0           | 3           |             |  |   |                  |       |       |       |       |  |
|  |                  |                           |                  |                       |                  |   | 3 | Estudiantes Tecos "C" | 3           | 0           | 3           |             |  |   |                  |       |       |       |       |  |
|  |                  |                           | 4                | Tigres SD             | 1                | 1 | 2 |                       |             |             |             |             |  |   |                  |       |       |       |       |  |
|  | 4                | Tigres SD (p.)            | 4                | Tigres SD             | 1                | 1 | 2 | 1                     | 3           | 4 (3)       |             |             |  |   |                  |       |       |       |       |  |
|  | 4                | Tigres SD (p.)            |                  |                       |                  |   |   |                       |             | 4 (3)       |             |             |  |   |                  |       |       |       |       |  |
|  | 5                | Monterrey "C"             | 4                | 0                     | 4 (1)            |   |   |                       |             |             |             |             |  |   |                  |       |       |       |       |  |
|  | 5                | Monterrey "C"             | 4                | 0                     | 4 (1)            |   |   |                       |             |             |             |             |  |   |                  |       |       |       |       |  |
|  |                  |                           |                  |                       |                  |   |   |                       |             |             |             |             |  |   |                  |       |       |       |       |  |

| Campeón Tercera División 2012-13 (filiales) |
| ------------------------------------------- |
|                                             |
| Estudiantes Tecos "C" (*)                   |
| 1° Título                                   |